# Фор (народ)

Флаг национального движения Фор

Фор (фур fòòrà, араб. فور‎; фур) — группа народов, живущих, преимущественно, в западной части Республики Судан, в горной местности Джабаль Марра (регион Дарфур), а также в Республике Чад. Численность — более 500 тысяч человек на 1983 год, 745 тыс человек по оценке на 2004. Говорят на фур (конджара), который относится к фурской семье гипотетической нило-сахарской макросемьи. Также распространён арабский язык. По религии — мусульмане-сунниты. Фор составляли этническую основу Дарфурского султаната (XVI век — 1916). Основные занятия: ирригационное земледелие (рис, огородные культуры, хлопок), разведение крупного рогатого скота, овец, верблюдов. В прошлом была высоко развита обработка металла.
В настоящее время фур подвергаются дискриминации и геноциду со стороны кочевников-джанджавидов, мигрирующих из северного Судана, где пустыня поглощает ранее пригодные к обитанию земли (см. статью «Дарфурский конфликт»).